# Guter Hirt (Lilienthal)

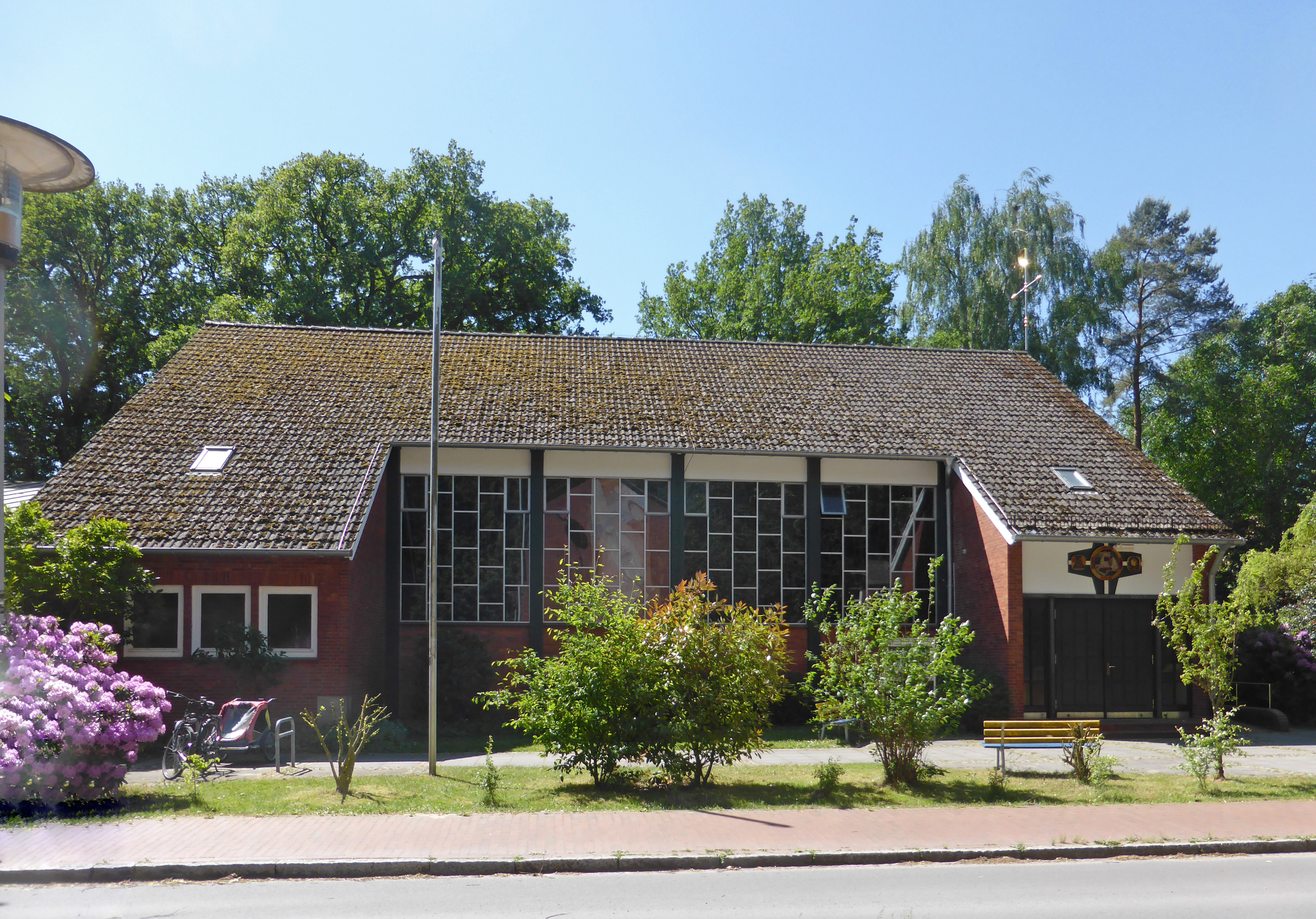
Kirche „Guter Hirt“

Guter Hirt ist die römisch-katholische Kirche in Lilienthal, einer Gemeinde im Landkreis Osterholz in Niedersachsen. Die nach dem Guten Hirten, einer Selbstbezeichnung Jesu im Johannesevangelium, benannte Kirche ist eine Filialkirche der Pfarrei Heilige Familie mit Sitz in Osterholz-Scharmbeck im Dekanat Bremen-Nord des Bistums Hildesheim.

## Geschichte
Im seit der Reformation im 16. Jahrhundert lutherischen Lilienthal wurden von 1862 bis 1945 periodisch katholische Gottesdienste in einer Privatwohnung in Lilienthal abgehalten, „missioniert“ wurde von der Pfarrvikarie Hemelingen.
Durch die Flucht und Vertreibung Deutscher aus Mittel- und Osteuropa 1945–1950 vergrößerte sich die Zahl der Katholiken in Lilienthal erheblich. Von 1945 bis zur Eröffnung der Kirche fanden die katholischen Gottesdienste in der evangelischen Friedhofskapelle von Lilienthal statt. 1946 nahm die jetzige Gemeinde Guter Hirt in den heutigen Grenzen ihre Arbeit auf, nachdem die Pfarrvikarie Worpswede gebildet wurde. 1956 wurde ein Haus als Pfarrhaus erworben, in dem eine Kapelle eingerichtet wurde, die am 27. Juni 1956 eingeweiht wurde.

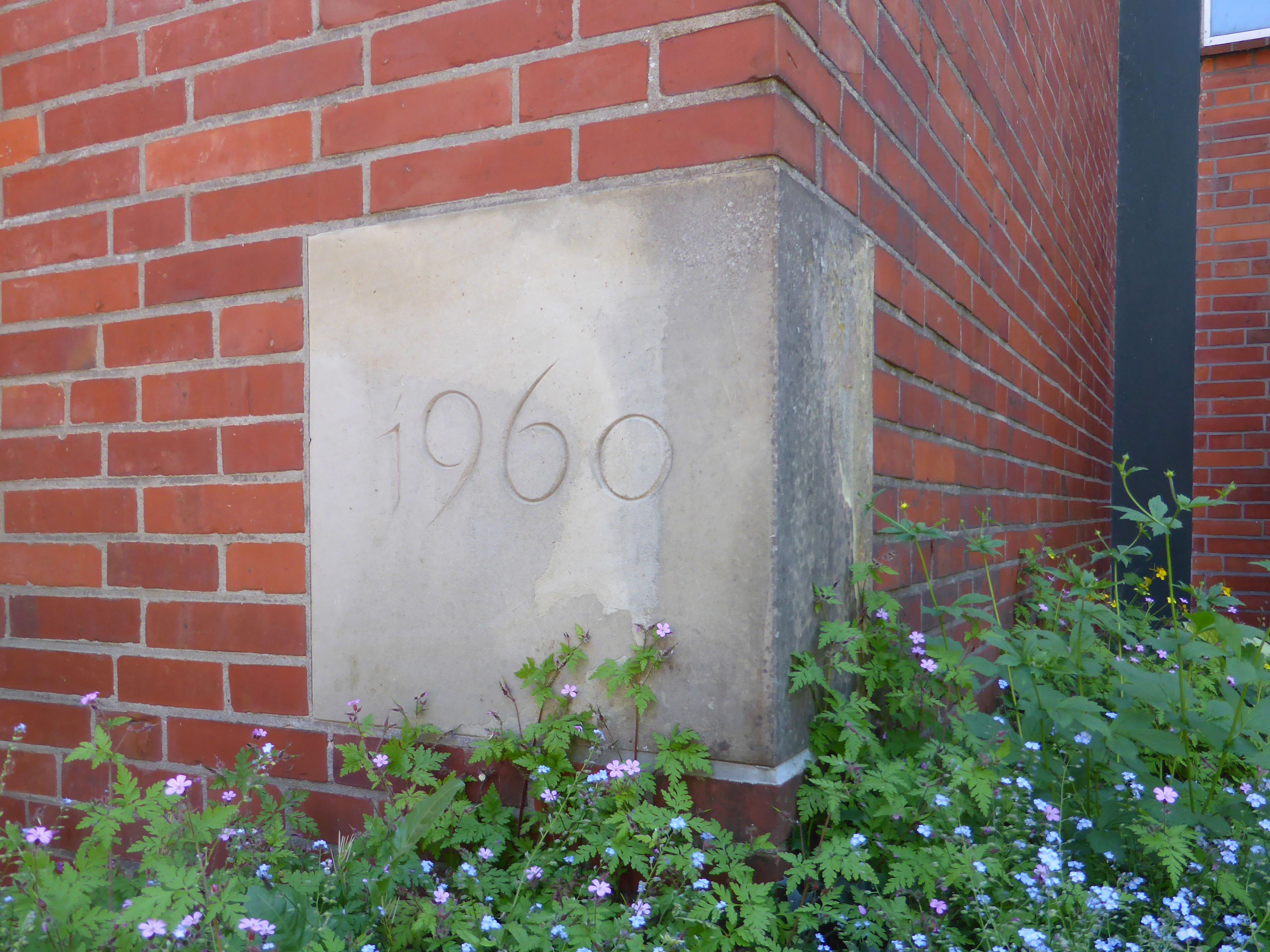
Grundstein

Am 27. November 1960 folgte die Grundsteinlegung für die heutige Kirche, im April 1961 konnte das Richtfest gefeiert werden. Am 26. November 1961, dem letzten Sonntag im Kirchenjahr, wurde die Kirche vom Bischof von Hildesheim, Heinrich Maria Janssen, benediziert. Seitdem ist Lilienthal das Zentrum der Gemeinde, die am 1. Januar 1962 zur selbstständigen Kirchengemeinde (Kuratiegemeinde) erhoben wurde. Die Kirchweihe folgte am 29. August 1971.
Im Jahr 2000 wurde eine Seelsorgeeinheit gegründet, die neben der Pfarrgemeinde Guter Hirt (Lilienthal) mit ihrer Filialkirche Maria Frieden (Worpswede) auch die Pfarrgemeinden St. Birgitta (Bremen) und Heilige Familie (Osterholz-Scharmbeck) umfasste. Zum 1. September 2012 wurden die Pfarrgemeinden der Seelsorgeeinheit zur heutigen Pfarrei zusammengeschlossen.

## Lage, Architektur und Ausstattung

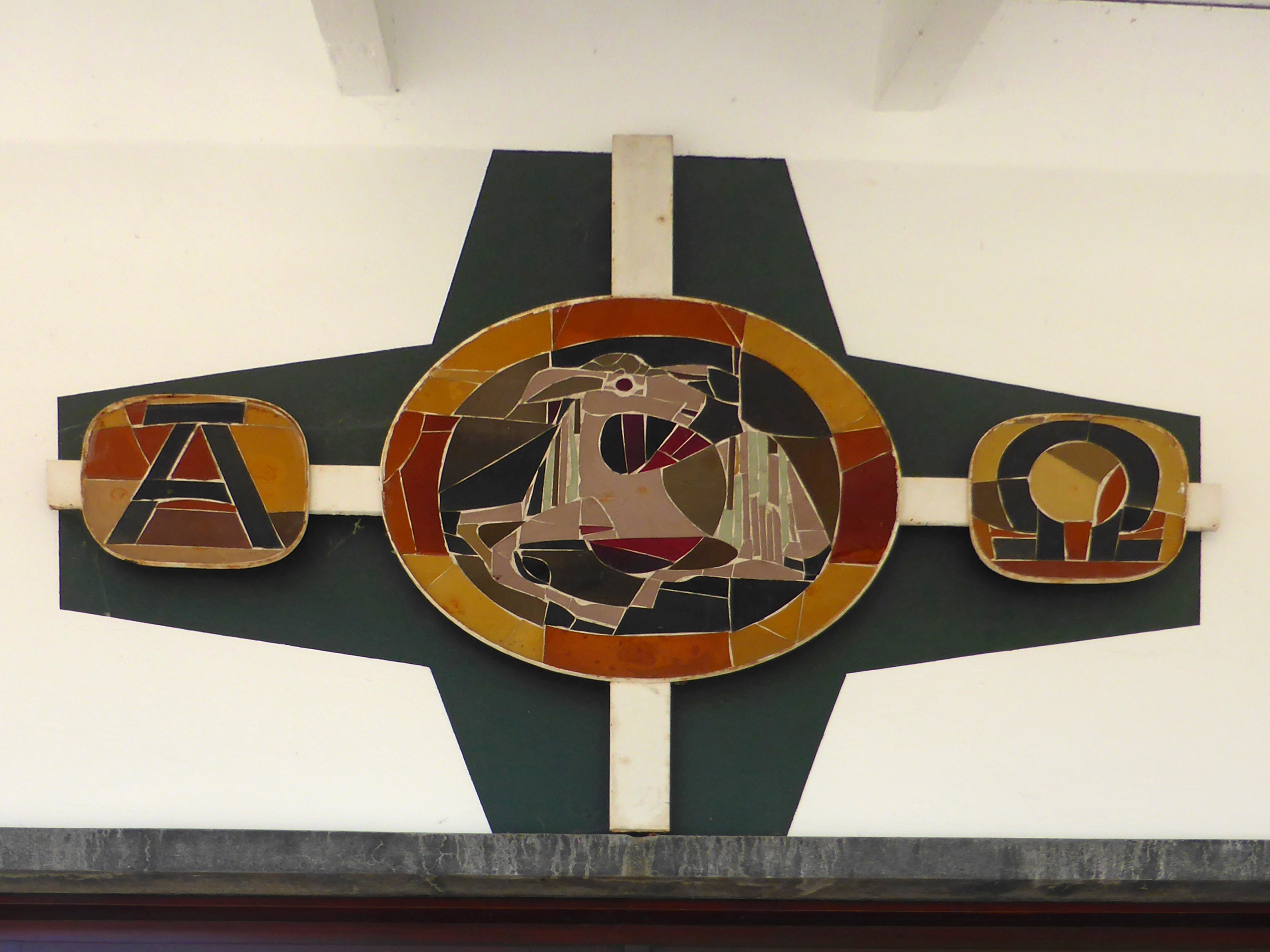
Darstellung über dem Eingang der Kirche

Die geostete Kirche steht auf dem Grundstück Sternwartestraße 5 zwischen den Straßen Fischerteich und Konventshof. Das turmlose Gotteshaus entstand nach Entwürfen des Architekten Leo-Karl Golombek aus Bremen, der zuvor bereits die Heilig-Kreuz-Kirche in Bremen entworfen hatte.
Der Eingang der Kirche befindet sich an der Straße Konventshof. Über dem Eingangsportal befinden sich neben dem Lamm Gottes die Buchstaben Alpha und Omega (Α und Ω), der erste und der letzte Buchstabe des griechischen Alphabets. Sie sind ein Symbol für Anfang und Ende und eine Selbstbezeichnung Gottes in der Offenbarung des Johannes.
Das Kirchenschiff bietet 132 Sitzplätze. Die Buntglasfenster zeigen den Guten Hirten. Die Orgel ist ein Werk des Orgelbauers G. Christian Lobback. Das 1972 erbaute Schleifladen-Instrument hat 8 Register auf zwei Manualwerken und Pedal. Unter der Orgelempore befindet sich das Taufbecken, der Beichtstuhl, eine Statue des heiligen Antonius von Padua, vor der Opferkerzen entzündet werden können, und das Totenbuch. Das Altarbild stellt ebenfalls den Guten Hirten dar. Zur Innenausstattung der Kirche gehören ferner eine Mondsichelmadonna und 15 Kreuzwegstationen, die an der Südwand hängen.